# بورتون دبليو. شيس
بورتون دبليو. شيس هو سياسي أمريكي، ولد في 6 يوليو 1901، وتوفي في 22 أغسطس 1972.